# Ilha de la Gonâve
A Ilha de la Gonâve (antes chamada Ilha de la Gonaïve), em francês La Gonâve e em haitiano Lagonav, é uma ilha no Mar das Caraíbas sob administração da República do Haiti. Situa-se no Golfo de La Gonâve.

## Geografia
La Gonâve é uma ilha montanhosa e árida, pouco povoada, com elevação máxima de 778 m. Com 743 km² de superfície, tem dimensões aproximadas de 60 km de comprimento e 15 km de largura. Situa-se entre dois braços-de-mar: o «canal de Saint-Marc» a norte, e o «canal do Sul» (ou de La Gonâve) a sul. De acordo com o censo de 2003, La Gonâve  tem uma população total de 75.548 habitantes.

## Organização administrativa
La Gonâve constitui um arrondissement no departamento do Oeste, composto por duas comunas:
- Anse-à-Galets
- Pointe-à-Raquette.

## História
A ilha de La Gonâve foi o derradeiro refúgio dos índios taínos no Haiti. Após o massacre do reino Anacaona pelos conquistadores, os sobreviventes da sua corte viriam a refugiar-se na ilha que baptizaram de Gonavo.
Durante a segunda metade do século XIX, a ilha começa a atrair pescadores e pouco tempo depois começa a aparecer actividade agrícola.
À época da ocupação americana do Haiti, La Gonâve foi dividida em sociedades Congo. Faustin Wirkus, um militar americano foi escolhido como rei pela população na década de 1920.
Em 1976, um furacão devastou o sul do Haiti e numerosos sobreviventes viriam a instalar-se como agricultores em La Gonâve.